# Двораменний хрест
Двораменний хрест схожий на латинський хрест, але з додаванням додаткового рамена. Довжина та розміщення рамен різняться, і більшість варіацій взаємозамінно називають Лотаринзьким хрестом, патріаршим хрестом, православним хрестом або архієпископським хрестом.

## Два рамена
Два рамена можуть бути розташовані щільно один до одного (ущільнені) або далеко одне від одного. Вони можуть бути симетрично розташовані щодо середини, або вище, або нижче середини. Одна асиметрична варіація має одне рамено біля верху, а інше - трохи нижче середини. Нарешті рамена можуть бути однакової довжини, або з однією коротшою за іншу. 

## Прикраси
Кінці зброї рамен можуть прикрашатися відповідно до різних стилів. Стиль з круглими або закругленими кінцями в геральдичному використанні називається трефлея або ботоне (від французького "бутон"). Цей же стиль називають бутоновим, апостольським або соборним хрестом у релігійному вживанні. Прямий і точковий стиль під назвою Тамплієрський також включає мальтійські варіанти хреста. Також є загострений стиль, який називається aiguisé.

## Геральдичне використання
Хрести з'являються в геральдичному використанні у ІІ столітті нашої ери. Збалансований хрест використовується в гербі Угорщини, а також у кількох невеликих щитах у гербі Погоня. На гербі щитів і медалях ордена використовується викреслений врівноважений хрест (рамена однакової довжини на рівних відстанях).
У Словаччині прапор, герб та кілька муніципальних символів містять подвійний хрест, де градуйовані рамена зустрічаються частіше, ніж однаково довгі, а врівноважені відстані по вертикалі - більш поширені.
Бранденбурзький хрест також з 1140 року використовувався в Копніку, Браніборі (нині Берлін, Бранденбург), як видно на символі держави Ячко, феодалів Польщі (архієпископи Гнєзно), придуманий до його вторгнення та знищення германським "хрестовим походом" у Вендісі 1147 року. 

## У друці
У типографії подвійний хрест називається подвійним кинджалом, подвійним обеліском та дієзом.

## У медицині та ботаніці
Міжнародний союз проти туберкульозних та легеневих захворювань починаючи з 1902 року використовуючи червоний хрест у своєму логотипі. Два однаково довгих рамена знаходяться на верхній половині хреста, а всі шість кінців - aiguisé. 
У ботаніці для позначення дуже отруйних рослин використовується збалансований хрест (рамена однакової довжини на рівних відстанях).

## У шахах
Використовується для символізації шах-мат 

## Галерея

Патріарший хрест
Лотаринзький хрест
Православний хрест
Архієпископський хрест має дві поперечини
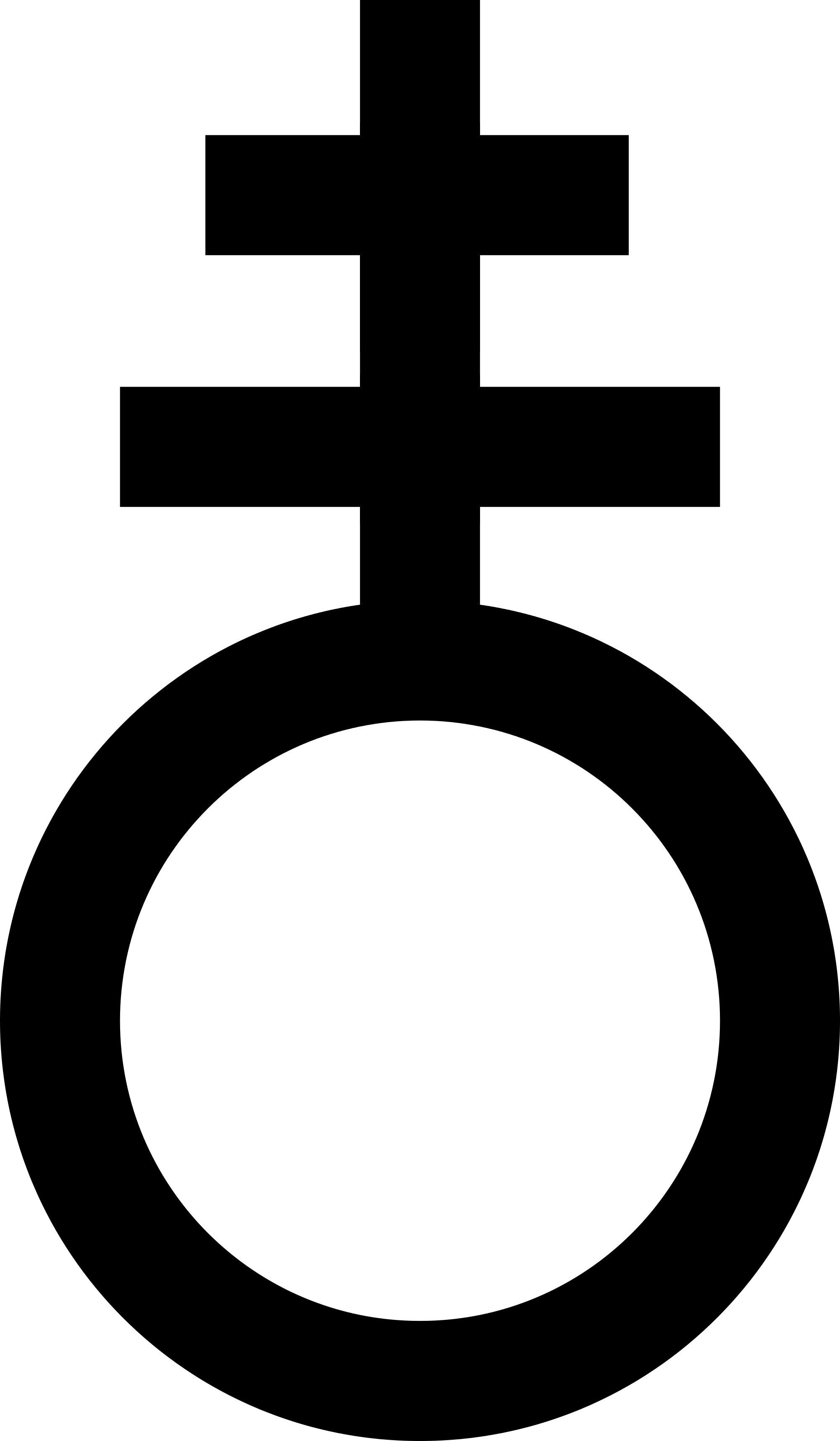
Архиєпископський символ
Подвійний обеліск
Знак Копаниці ХІІ ст.
Герб Угорщини, кінець XII ст.
Герб Словацької Республіки
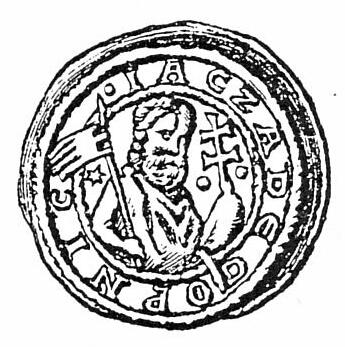
Брактеат з Ячко Jacza де Copnic, карбувалися в Сілезії з початку ХІІ-го ст.
Герб династії Ягеллонів, що використовується з XIV ст.